# El Hijo de L.A. Park
El Hijo de L.A. Park (Monclova, 20 novembre 1988) è un wrestler messicano, sotto contratto con la Major League Wrestling.
Il suo vero nome è sconosciuto ma si conoscono dei parenti, infatti è il figlio di L.A. Park, nipote di El Hijo de Cien Caras, pronipote di Super Parka e cugino di Volador Jr.. In passato ha lottato con lo pseudonimo di Black Spirit, ma in seguito adottò il nome di El Hijo de L.A. Park. Tuttavia non è da confondere con La Parka II,che non è in alcun modo imparentato con L.A. Park.